# بلدرچینی‌شدن
بلدرچینی‌شدن یا کوتورنیسم (به انگلیسی: Coturnism) یک بیماری با حساسیت ماهیچه و رابدومیولیز است (تجزیه سلول‌های ماهیچه‌ای) پس از مصرف بلدرچین (معمولا بلدرچین معمولی، Coturnix coturnix و نامش را از آن گرفته است) که از گیاهان سمی تغذیه می‌کنند.